# Рижов Сергій Миколайович
Сергій Миколайович Рижов (нар.23 грудня 1965, м. Запоріжжя) — український археолог первісності, палеолітознавець, кандидат історичних наук, доцент. Засновник Товариства археології та антропології (1997 р.).

## Життєпис
Народився в м. Запоріжжя.
У 1985 р. закінчив Київський технікум радіоелектроніки за спеціальністю технік-технолог.
У 1988—1993 рр. навчався в Київському університеті імені Тараса Шевченка. Від 1989 р. веде археологічні дослідження на палеолітичних пам'ятках Закарпаття, ранньо та середньопалеолітичних пам'ятках: Малий Раковець та Рокосово.
У 1990—1993 роках працював музейним наглядачем в Центральному науково-природничому музеї АН України (археологічний музей). Від 1993 р. працював в Київському національному університеті імені Тараса Шевченка.
У 1993—1996 рр. старший лаборант науково-дослідної частини історичного факультету КДУ. Від 1996 р. був переведений на посаду асистента кафедри археології та музеєзнавства.
У 1999 р. — захистив кандидатську дисертацію на тему «Адаптація ранніх палеоантропів до навколишнього середовища Центральної Європи».
У 2002 р. — на посадах доцента й завідувача кафедри археології та музеєзнавства національного університету ім. Тараса Шевченка.
Вивчає проблеми первісної археології та антропології. Технологію виробництва кам'яних знарядь праці та сировинні ресурси. Структуру, планіграфію, палеоекологію палеолітичних стоянок.
Дослідник пізньопалеолітичної стоянки «Малий Раковець», що в Закарпатті.

## Праці
Автор понад 60 наукових праць.
- The late middle palaeolithic of Malyj Rakovets IV in Transcarpathia (у спів-авторстві з Ситливим B.I.) // Archaologisches Korrespondenblatt. — Mainz: «Verlag des Romisch-Germanischen Zentralmuseums», 1992. — № 22 — с.301-314.
- (рос.)Работы у скалы Ак-Кая (у співавторстві з Колосовим Ю. Г., Кухарчуком Ю. В.) // Археологические исследования. — Симферополь: «Таврия», 1994. — с.146-150.
- (рос.)Гордашовка — ориньякоидный палеолит на Горном Тикиче (у співавторстві з Гладких M.І, Суховим М. О.) // Археологический альманах.- Донецк: Донецький краєзнавчий музей, 1994.-№ 4 — с.217-226.
- Новий варіант пізньопалеолітичної культури на Черкащині (у співавторстві з Гладких M.І, Суховим М. О.) // Археологічні дослідження на Черкащині.- Черкаси: «Сіяч», 1995. — с.16-24.
- (рос.)Исследования в Красной Балке (у співавторстві з Колосовим Ю. Г.,Кухарчуком Ю. В.) // Археологические исследования в Крыму. — Симферополь: «Таврія», 1997. — с.143—150.
- Експозиційне використання забудованої території Трахтемирівського заповідника (співавтори: Гладких М. І., Суховий М. О.) // Пам'ятки та визначні місця шевченківського краю: Проблеми охорони та дослідження.- Тези доповідей науково практичної конференції.- Канів: «Тиране», 1997. — с. 33-35.
- (рос.)Кварцевые орудия позднепалеолитического поселения Гордашовка 1 (у співавторстві з Гладких M.І, Суховим М. О.) // Археология и этнография Восточной Европы.- Одесса: Одесский государственный университет им. И. И. Мечникова, 1997. — с. 57-68.
- Мустьєрська обсидіанова стоянка М.Раковець IV на Закарпатті // Археологія. — К.: Інститут археології НАН України, 1998.- № 4 — с. 99-114.
- (рос.)Некоторые аспекты обработки камня на мустьерской стоянке М-Раковец IV в Закарпаттьє // Vita Antiqua.- К., Товариство археології та антропології, 1999.- № 1-с. З-17.
- Адаптація ранніх палеоантропів до навколишнього середовища Центральної Європи. Автореферат к.і.н.- Одеса: Одеський державний університет ім. І. І. Мечникова, 1999. — с.1-18.
- Адаптація і навколишнє середовище в первісному суспільстві // Вісник Київського університету. — К.: Київський національний університет імені Тараса Шевченка, 1999.- вип.43.- с.60-62.
- Археологічні дослідження палеолітичної пам'ятки Малий Раковець на Закарпатті // Археологічні студії.- Чернівці-Київ: Чернівецький університет, 2000.- № 1- с.194-200.
- Кістяк пізньопалеолітичної людини на Гірському Тікичі (у співавторстві з Гладких M.І, Суховий М. О.) // Археологічні відкриття в Україні. — К.: Інститут археології НАН України, 2000.- с.13-14.
- Культурна адаптація ранніх палеоантропів до навколишнього середовища Центральної Європи // Vita Antiqua. — К.: К. Н. У.імені Тараса Шевченка, Товариство археології та антропології, 2001.- № 3-4. с.59-78.
- Стоянка Малий Раковець IV на Закарпатті // Кам'яна доба України. — К., Інститут археології НАН України. — С.24-37.
- Методичні поради до вивчення курсу «Основи антропології» для студентів історичного факультету.- К.: Київський національний університет імені Тараса Шевченка: «Стилос», 2002.- с.1-98.
- Нові палеоантропологічні рештки на Гірському Тікичі (у співавторстві з Гладких M.І., Суховим М. О.) // Археологія. — К.: Інститут археології НАН України, 2002.- № 1 с.72-75.
- Охоронні розкопки на Канівщині (у співавторстві з Гладких M.І, Синицею Є. В.) // Археологічні відкриття в Україні 2001—2002. — К.: Інститут археології НАН України, 2002. — с.109-111.